# Yaki Kadafi
Yafeu Akiyele Fula (ur. 9 października 1977 w Irvington, zm. 10 listopada 1996 New Jersey) – amerykański raper, znany jako Yaki Kadafi (nawiązanie do imienia Muammara al-Kaddafiego) i Young Hollywood. Jego ojcem jest Sekou Odinga – członek Partii Czarnych Panter, więzień polityczny.
Razem z Kastro i E.D.I. Mean założył w 1992 zespół znany jako Thoro headz oraz Young Thugs. Następnie, gdy w 1994 do grupy dołączył Napoleon, zespół przekształcił się w Dramacydal. W 1995 wszyscy dołączyli do założonej przez Tupaca Shakura, grupy Outlawz.
Mieszkał w Montclair i w Los Angeles. Miał dwie córki. 10 listopada 1996, dwa miesiące po śmierci Tupaca, został postrzelony w głowę w Orange, gdzie mieszkała jego dziewczyna. Zmarł w szpitalu następnego dnia o godzinie 13. Zabójca nie był znany aż do września 2000. Wtedy to Napoleon w wywiadzie dla The Source wyznał, że jest nim jego kuzyn Roddy. Pod wpływem narkotyków Roddy i Kadafi bawili się bronią, co dla drugiego skończyło się tragicznie.
Istnieją także teorie wiążące śmierć Yakiego z zabójstwem Tupaca (prawdopodobnie mógł rozpoznać sprawców zamachu) lub długami narkotykowymi.
Był muzułmaninem.

## Dyskografia
- Wziął udział w wykonywanym przez Tupaca dissie Hit ’Em Up, skierowanym przeciwko m.in. Notoriousowi B.I.G. i Puffowi Daddy.
- Razem z Outlawz uczestniczył także w utworze When We Ride z płyty All Eyez on Me i utworach z płyty Still I Rise.
- Pojawia się na płytach Me Against the World, Makaveli, i późniejszych płytach Tupaca
- Występuje w utworach ze ścieżek dźwiękowych kilku filmów
- W 2004 ukazała się płyta Kadafiego Son Rize Volume 1
- W przygotowaniu są płyta Son Rize Volume 2 oraz książka o Kadafim i Tupacu The Prince and The King